# Ejército Imperial Romano
El Ejercito Imperial Romano fue la rama terrestre del Ejército romano desde el 30 a.C hasta el 476 d.C. 
Bajo el gobierno de Augusto, el ejército estaba formado por legiones y ocasionalmente por Tropas auxiliares romanas y numeri.
- Las Legiones fueron formaciones numeradas de aproximadamente 5000 hombres de infantería pesada reclutados solo de entre ciudadanos romanos, transformados previamente de levas y soldados voluntarios durante un periodo medio de 10 años de servicio, o unidades voluntarias de profesionales a largo plazo que cumplen un mandato estándar de 25 años. (Las levas solo fueron decretadas bajo emergencias).

- Las Tropas auxiliares romanas se encontraban organizadas en regimientos de aproximadamente 500 hombres bajo gobierno de Augusto, una décima parte del tamaño de una Legión, reclutadas de Peregrinus o habitantes no considerados ciudadanos romanos en el Imperio, quienes constituían el 90% de la población del Imperio en el siglo I a.C. Las tropas auxiliares proporcionaron prácticamente toda la caballería del ejército, la infantería ligera, los arqueros y otros especialistas, además de la infantería pesada equipada de manera similar a los legionarios.

- Los Numeri eran unidades nativas o "bárbaras" de base mercenaria del exterior del Imperio que lucharon junto a las fuerzas regulares. Eran liderados por sus propios aristócratas y equipados de forma tradicional. Los números fluctúan de acuerdo con las circunstancias y son en gran medida desconocidos.

Las legiones de élite eran grandes formaciones, que variaban entre 25 y 33 en número de 5500 hombres cada una (todos guardas de infantería y uno pequeño de caballería de 120) que admitía solo a ciudadanos romanos. Los auxiliares formaban alrededor de 400 unidades mucho más pequeñas de 500 hombres cada una (una minoría eran de hasta 1.000 efectivos), que fueron divididos en aproximadamente 100 alas de caballería, 100 cohortes de infantería y 200 jinetes mixtos unidades de infantería o de cohortes equitatae. Algunas unidades auxiliares fueron designados sagittariorum, lo que significa que se han especializado en tiro con arco. Los auxiliares de ese modo contiene casi toda la caballería del ejército romano y de los arqueros, y aproximadamente el mismo número de soldados de a pie como a las legiones a partir de finales del siglo I. Los auxiliares se reclutan principalmente entre los peregrini: los sujetos de provincia del Imperio romano que no tenían la ciudadanía romana, pero también admitió que los ciudadanos romanos y, posiblemente, barbari, el término romano para los pueblos que viven fuera de las fronteras del Imperio romano. En este momento, tanto legiones y auxiliares fueron casi todas con sede en las provincias fronterizas. La única fuerza militar importante en la eliminación inmediata del emperador era la guardia pretoriana de élite de 10.000 hombres.

### Antiguas
- Arriano, Acies contra Alanos (principios del siglo II)
- Dion Casio, Historia de Roma (mediados del siglo III)
- Suetonio, De vita Caesarum (principios del siglo II)
- Tácito, Agrícola (finales del siglo I)
- Tácito, Annales (finales del siglo I)
- Tácito, Historiae (finales del siglo I)
- Vegecio, De re militari (finales del siglo IV)

### Modernas
- Birley, Anthony (2002). Band of Brothers: Garrison Life at Vindolanda.
- Burton, G. (1988). The Roman World (J. Wacher ed.).
- Campbell, Brian (2005). "The Army" in Cambridge Ancient History 2nd Ed Vol XII (The Crisis of Empire 193–337).
- Davies, R.W. (1988). Service in the Roman Army.
- Duncan-Jones, Richard (1990). Structure and Scale in the Roman Economy.
- Duncan-Jones, Richard (1994). Money and Government in the Roman Empire.
- Elton, Hugh (1996). Frontiers of the Roman empire.
- Goldsworthy, Adrian (2000). Roman Warfare.
- Goldsworthy, Adrian (2003). Complete Roman Army.
- Grant, Michael (1985). The Roman Emperors.
- Hassall, Mark (2000). "The Army" in Cambridge Ancient History 2nd Ed Vol XI (The High Empire 70–192).
- Holder, Paul (1980). Studies in the Auxilia of the Roman Army.
- Holder, Paul (1982). The Roman Army in Britain.
- Holder, Paul (2003). Auxiliary Deployment in the Reign of Hadrian.
- Holder, Paul (2006). Roman Military Diplomas V.
- Keppie, Lawrence (1996). "The Army and the Navy" in Cambridge Ancient History 2nd Ed Vol X (The Augustan Empire 30BC–69 AD).
- Luttwak, Edward (1976). Grand Strategy of the Roman Empire.
- Mattingly, David (2006). An Imperial Possession: Britain in the Roman Empire.
- Jones, A.H.M. (1964). The Later Roman Empire.
- Rossi, L. (1971). Trajan's Column and the Dacian Wars.
- Roxan, Margaret (2003). Roman Military Diplomas IV.
- Spaul, John (2000). COHORS2.

1. ↑  Goldsworthy, Adrian (2000). Roman Warfare.